# Lina
Lina este o arie protejată (arie specială de conservare — SAC, sit de importanță comunitară — SCI) din Suedia întinsă pe o suprafață de 155,1 ha, integral pe uscat.

## Localizare
Centrul sitului Lina este situat la coordonatele 59°13′34″N 17°34′49″E / 59.2261°N 17.5804°E.

## Înființare
Situl Lina a fost declarat sit de importanță comunitară în iulie 2000 pentru a proteja 2 specii de animale. Situl a fost protejat și ca arie specială de conservare în martie 2011.

## Biodiversitate
Situată în ecoregiunea boreală, aria protejată nu include niciun habitat protejat.
La baza desemnării sitului se află mai multe specii protejate:
- amfibieni (1): triton cu creastă (Triturus cristatus)
- nevertebrate (1): libelule (Leucorrhinia pectoralis)